# Brisi
Brisi är en bergstopp i Schweiz.   Den ligger i distriktet Wahlkreis Sarganserland och kantonen Sankt Gallen, i den östra delen av landet. Toppen på Brisi är 2 279 meter över havet. Brisi ingår i Churfirsten.
Den högsta punkten i närheten är Hinterrugg, 2 306 meter över havet, öster om Brisi.
I omgivningarna runt Brisi förekommer i huvudsak kala bergstoppar och gräsmarker.